# Províncies de la República Dominicana
La República Dominicana està dividida en trenta una províncies, a banda de la capital, Santo Domingo, que està continguda dins del seu propi Districte Nacional (DN). La divisió del país en províncies esta definida en la constitució. Les províncies són el primer nivell de circumscripció territorial del país i la seu de les oficines regionals del govern central es troben en les seves ciutats capitals. El president fixa un governador administratiu (gobernador civil) per cada província però no pel Districte Nacional. Les províncies estan dividides en municipis, que son el segon nivell de circumscripcio territorial política i administrativa. El Districte Nacional va ser creat el 1936. Anteriorment, era l'antiga província de Santo Domingo, existent des de la independència del país del 1844. No s'ha de confondre amb la nova província de Santo Domingo que va separar-se’n el 2001. Encara que és similar a una província en alguns temes, el Districte Nacional difereix en la seva manca d'un governador administratiu, consistint només en un municipi, Santo Domingo, l'ajuntament i alcalde (síndic) que són al càrrec de la seva administració. Les províncies són també circumscripcions per les eleccions al Congrés de la República bicameral. Cada província elegeix un membre del Senat i un mínim garantit de dos membres de la Cambra de Diputats.

## Llista de províncies
Llista de les províncies i les seves ciutats capitals. Les dades de població són una estimació del cens de 2014.
| Província              | Capital                    | Àrea (km²) | Població  | Densitat |
| ---------------------- | -------------------------- | ---------- | --------- | -------- |
| Azua                   | Azua de Compostel·la       | 253.177,00 | 298.246   | 118      |
| Baoruco                | Neiba                      | 128.223,00 | 111.269   | 87       |
| Barahona               | Barahona                   | 173.938,00 | 232.818   | 134      |
| Dajabón                | Dajabón                    | 102.073,00 | 87.274    | 86       |
| Distrito Nacional      | Santo Domingo              | 10.444,00  | 1.402.749 | 13.431   |
| Duarte                 | San Francisco de Macorís   | 160.535,00 | 338.649   | 211      |
| El Seibo               | El Seibo                   | 178.680,00 | 110.212   | 62       |
| Elías Piña             | Comendador                 | 142.620,00 | 84.632    | 59       |
| Espaillat              | Moca                       | 83.862,00  | 333.401   | 398      |
| Hato Mayor (província) | Hato Mayor                 | 132.929,00 | 103.032   | 78       |
| Hermanas Mirabal       | Salcedo                    | 44.043,00  | 121.887   | 277      |
| Independencia i        | Jimaní                     | 200.644,00 | 74.583    | 37       |
| La Altagracia i        | Higüey                     | 301.034,00 | 372.289   | 124      |
| La Romana              | La Romana                  | 65.395,00  | 344.580   | 527      |
| La Vega                | La Vega                    | 228.724,00 | 447.905   | 196      |
| María Trinidad Sánchez | Nagua                      | 127.171,00 | 195.886   | 154      |
| Monseñor Nouel         | Bonao                      | 99.239,00  | 203.183   | 205      |
| Monte Cristi           | Monte Cristi               | 192.435,00 | 150.833   | 78       |
| Monte Plata            | Monte Plata                | 263.214,00 | 222.641   | 85       |
| Pedernales             | Pedernales                 | 207.453,00 | 52.165    | 25       |
| Peravia                | Baní                       | 79.233,00  | 217.241   | 274      |
| Puerto Plata           | Puerto Plata               | 185.290,00 | 498.232   | 269      |
| Samaná                 | Samaná                     | 85.374,00  | 139.707   | 164      |
| San Cristóbal          | San Cristóbal              | 126.577,00 | 640.066   | 506      |
| San José de Ocoa       | San José de Ocoa           | 85.540,00  | 97.640    | 114      |
| San Juan               | San Juan de la Maguana     | 356.939,00 | 317.293   | 89       |
| San Pedro de Macorís   | San Pedro de Macorís       | 125.546,00 | 392.911   | 313      |
| Sánchez Ramírez        | Cotuí                      | 119.613,00 | 248.807   | 208      |
| Santiago               | Santiago de los Caballeros | 283.651,00 | 1.543.362 | 544      |
| Santiago Rodríguez     | Sabaneta                   | 111.114,00 | 99.044    | 89       |
| Santo Domingo          | Santo Domingo Este         | 129.635,00 | 3.263.053 | 2.517    |
| Valverde               | Mao                        | 82.338,00  | 217.026   | 264      |